# Municipio de Lafayette (condado de Owen)
El municipio de Lafayette (en inglés: Lafayette Township) es un municipio ubicado en el condado de Owen en el estado estadounidense de Indiana. En el año 2010 tenía una población de 1207 habitantes y una densidad poblacional de 16 personas por km².

## Geografía
El municipio de Lafayette se encuentra ubicado en las coordenadas 39°17′30″N 86°53′7″O / 39.29167, -86.88528. Según la Oficina del Censo de los Estados Unidos, el municipio tiene una superficie total de 75.43 km², de la cual 75,3 km² corresponden a tierra firme y (0,17 %) 0,13 km² es agua.

## Demografía
Según el censo de 2010, había 1207 personas residiendo en el municipio de Lafayette. La densidad de población era de 16 hab./km². De los 1207 habitantes, el municipio de Lafayette estaba compuesto por el 97,1 % blancos, el 0,5 % eran afroamericanos, el 0,33 % eran amerindios, el 0,5 % eran asiáticos, el 0,58 % eran de otras razas y el 0,99 % eran de una mezcla de razas. Del total de la población el 1,24 % eran hispanos o latinos de cualquier raza.